# Conus aruatus
Conus aruatus é uma espécie de gastrópode do gênero Conus, pertencente a família Conidae.